# Медове (Олександрійський район)
Медове (до 17 лютого 2016 — Ле́ніна Друге) — село в Україні, у Попельнастівській сільській громаді Олександрійського району Кіровоградської області. Населення становить 37 осіб. Орган місцевого самоврядування — Добронадіївська сільська рада.

## Населення
Згідно з переписом УРСР 1989 року чисельність наявного населення села становила 158 осіб, з яких 65 чоловіків та 93 жінки.
За переписом населення України 2001 року в селі мешкала 131 особа.

### Мова
Розподіл населення за рідною мовою за даними перепису 2001 року:
| Мова       | Відсоток |
| ---------- | -------- |
| українська | 98,48 %  |
| молдовська | 0,76 %   |
| російська  | 0,76 %   |